# Walddörfer-Gymnasium
Das Walddörfer-Gymnasium (ehemals „Walddörferschule“) ist ein Gymnasium im Hamburger Stadtteil Volksdorf, das 1930 gegründet wurde. Es wurde vom Hamburger Stadtbaumeister Fritz Schumacher entworfen. Seit dem Schuljahr 2022/23 ist die Schule mit 1254 Schülerinnen und Schülern hinter dem Gymnasium Ohmoor das von der Schülerzahl zweitgrößte Gymnasium Hamburgs.

## Gebäude
Das Walddörfer-Gymnasium ist architektonisch und pädagogisch eine Gründung der Reformpädagogik. Schumacher verwendete eine sehr strenge Mauertechnik, den Märkischen Verband – auf zwei volle Steine folgt jeweils ein Stein mit der Schmalseite nach außen. Das Prinzip wird an den Eingängen durchbrochen.
Die Aula und die beiden L-förmig ausgelegten und zweigeschossigen Flachdachbauten umschließen den großzügigen Innenhof der Schule. Die Richtung Westen gelegenen Turnhallenbauten schließen den Kreis um den Innenhof, so dass man aber von der im Vordergrund gelegenen Aula noch einen geraden Durchblick (unter dem Gymnastiksaal hindurch) zum Sportstadion hatte. Dieses änderte sich mit dem Bau einer Cafeteria, die ebenfalls als Verbindung zwischen Nord- und Südflügel besteht. Durch das Fehlen eines Zentralbaus ergeben sich mit der Anordnung der ursprünglichen Gebäude um einen Innenhof viele Zugangsmöglichkeiten. Schumacher hatte das Ensemble mit acht Brunnen als Trinkwasserversorgung für die Schüler eingeplant, die nach einer längeren Stilllegung seit 2000 wieder in Betrieb sind und zu besonderen Anlässen genutzt werden.
1955 wurde im westlichen Südflügel, am Treppenaufgang vom Obergeschoss aus, ein Gedenkbereich zu Ehren der zwischen 1939 und 1945 umgekommenen Schüler und Lehrer eingeweiht: ein großes Wandrelief, an zwei Wänden flankiert von den Namen, und Ende 2003 wurde, auf Initiative einer Schülergruppe, im vorderen Innenhofbereich Im Allhorn 45 ein Stolperstein für den ehemaligen Schüler Herbert Pincus verlegt.

## Geschichte
Das heutige Gymnasium geht auf die Vereinigung der Privatschule der Anthonia Emkes mit der Volksdorfer Volksschule zurück. So war ursprünglich der Nordflügel des Gebäudes eine Volksschule und der Südflügel eine Oberrealschule. Dabei wurden die Aula, der Musiksaal, die beiden Turnhallen und der Gymnastiksaal von beiden Schulen mit einem gemeinsamen Innenhof genutzt. Die Terrassen vor den Klassen wurden für Freiluftunterricht geschaffen.
Von Anfang an hat es eine besondere ästhetische Ausrichtung mit Schwerpunkten im Musizieren, Theaterspielen und bildnerischen Gestalten. In den Jahrgängen 5 bis 7 gibt es jeweils ein Stufenorchester, außerdem zwei Big Bands, zwei Chöre und ein großes Mittel-Oberstufenorchester. Ein weiterer Profilschwerpunkt ist das besondere Fremdsprachenangebot: Englisch, Russisch, Spanisch, Latein, Chinesisch und Französisch. Die Schule pflegt Austauschkontakte mit Partnerschulen in Madrid und Barcelona, Sankt Petersburg, Vienne (Frankreich), Shanghai und Hongkong, Viña del Mar (Chile) sowie Knarvik (Norwegen).
Seit Anfang des Schuljahres 2007/2008 wurde das so genannte „Kabinett-System“ eingeführt, wodurch fast jeder Lehrer seinen eigenen Raum hat und ihn für seine Unterrichtszwecke ausstatten kann. Das Walddörfer-Gymnasium ist die erste Schule in Hamburg, die dieses Raumsystem nutzt. Darüber hinaus besitzt das Walddörfer-Gymnasium eine Photovoltaikanlage auf dem Dach des Nordflügels. Sie ist die größte Photovoltaikanlage auf einer Hamburger Schule und wurde am 17. Dezember 2008 eingeweiht.

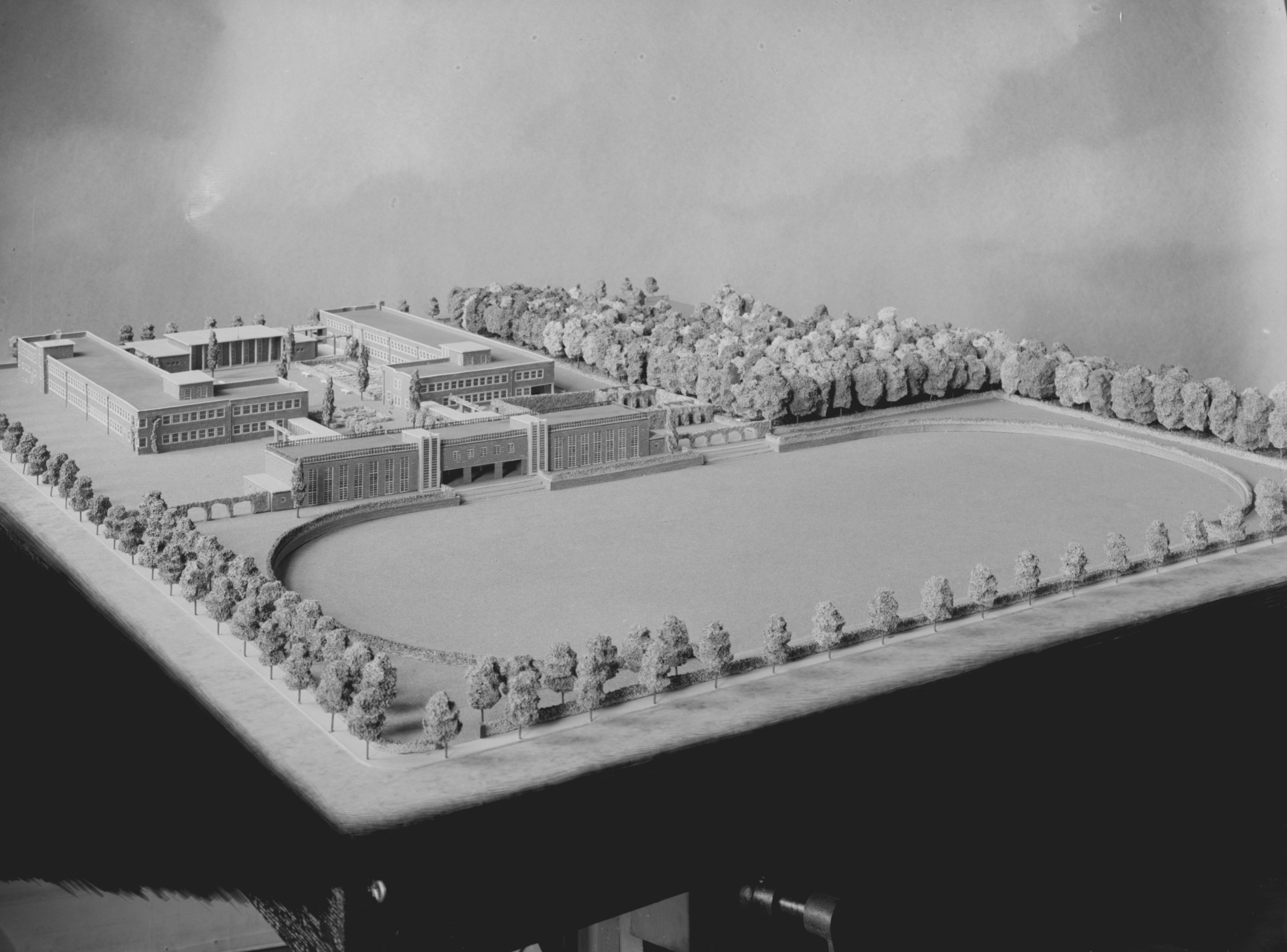
Modell 1928 (Schumacher-Nachlass)
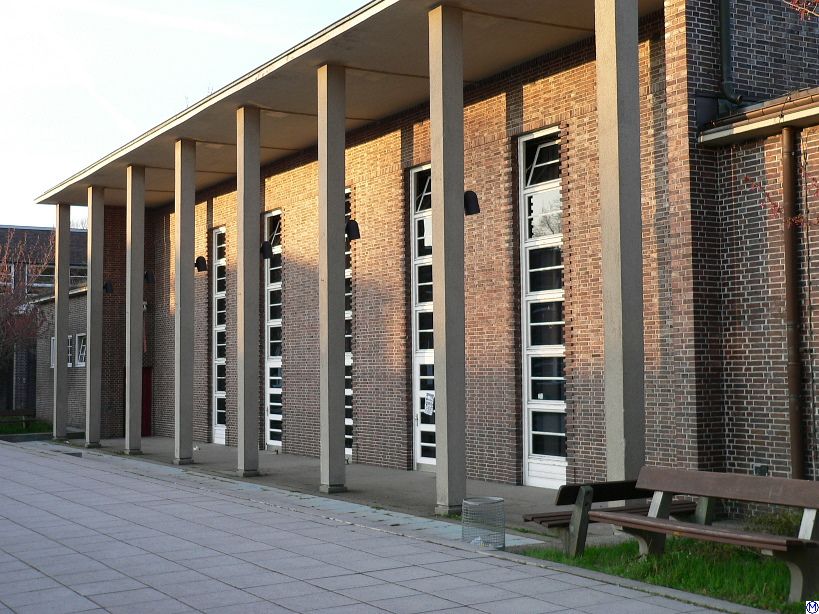
Aula vom Innenhof
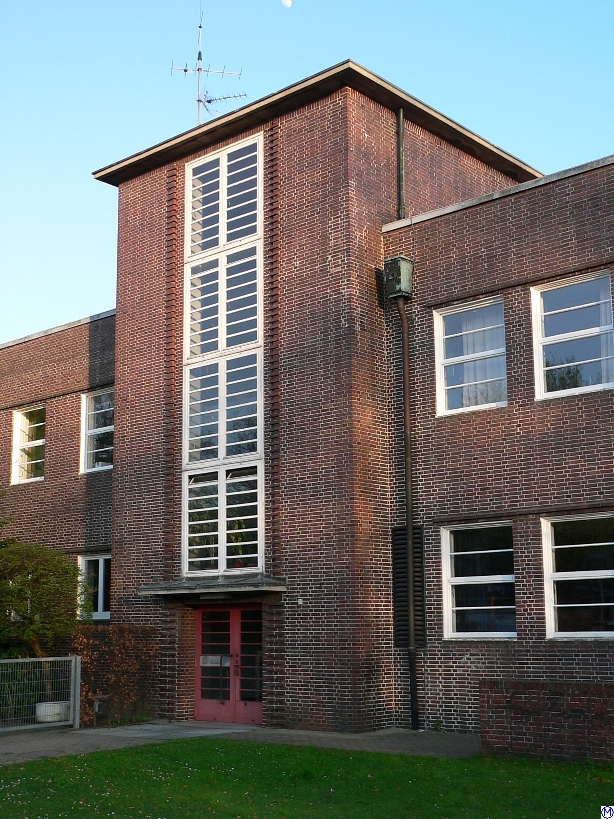
Treppenhaus
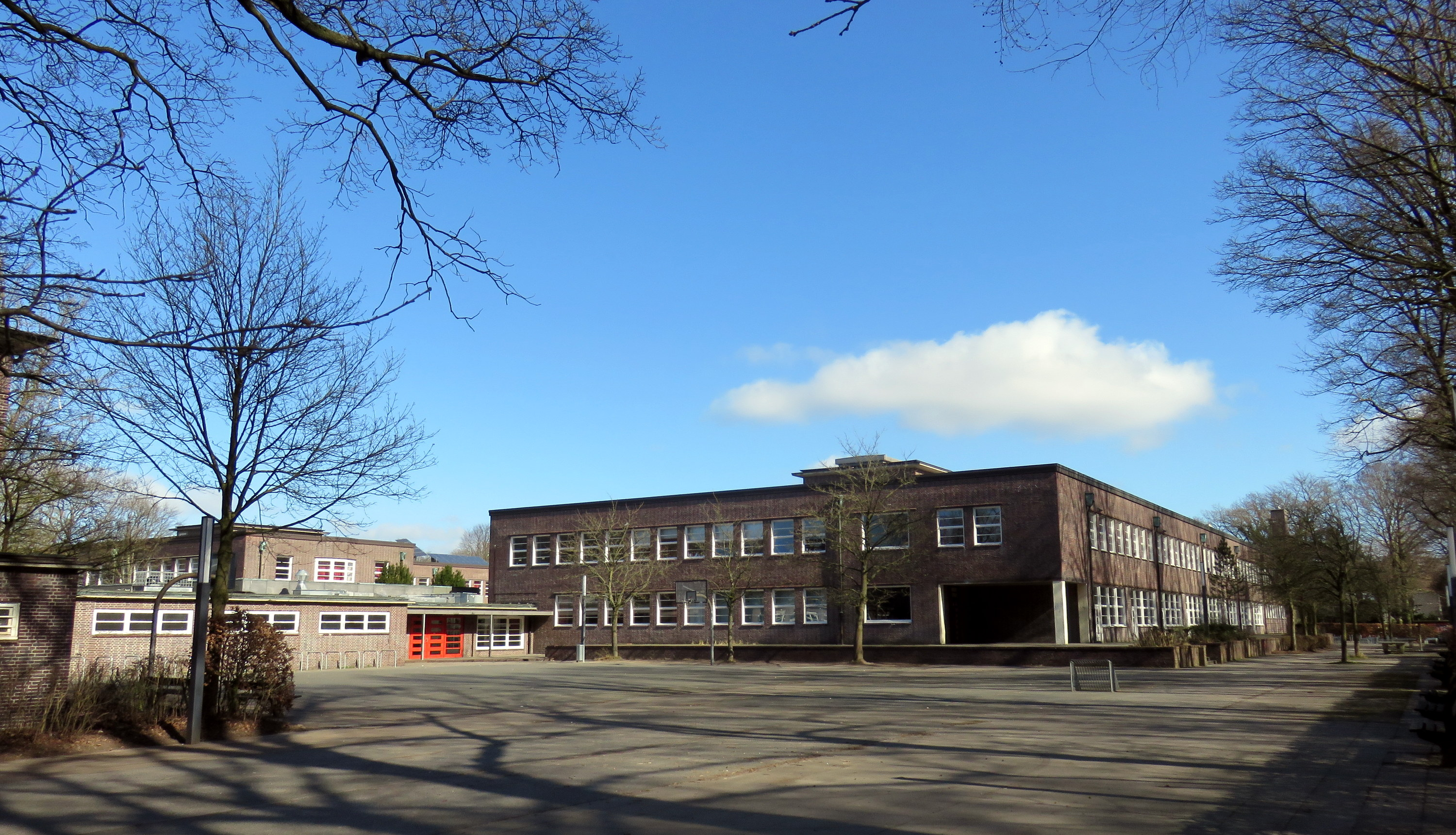
Terrassen-Schulhof
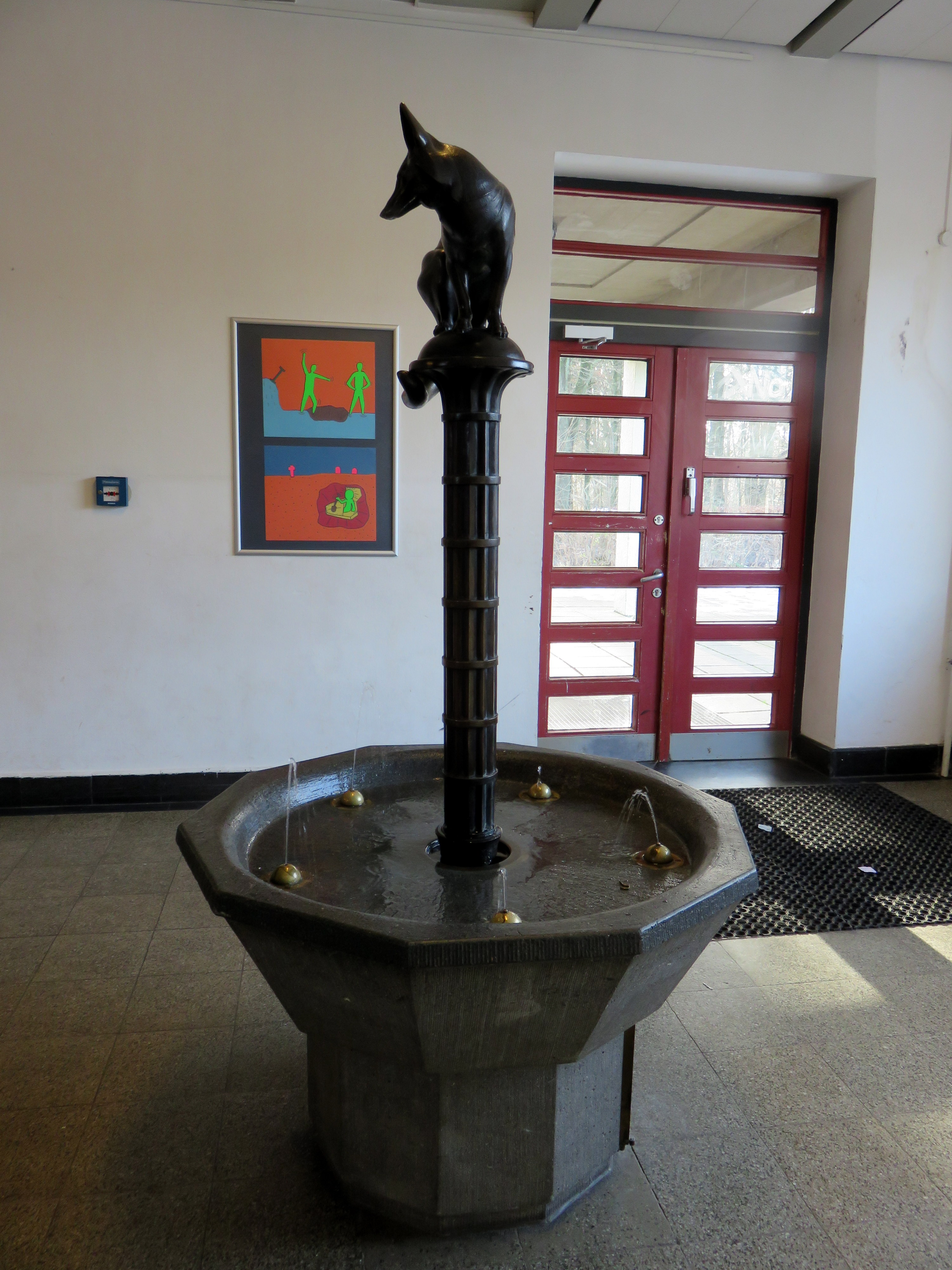
Ausgang Terrassenhof beim Fuchsbrunnen
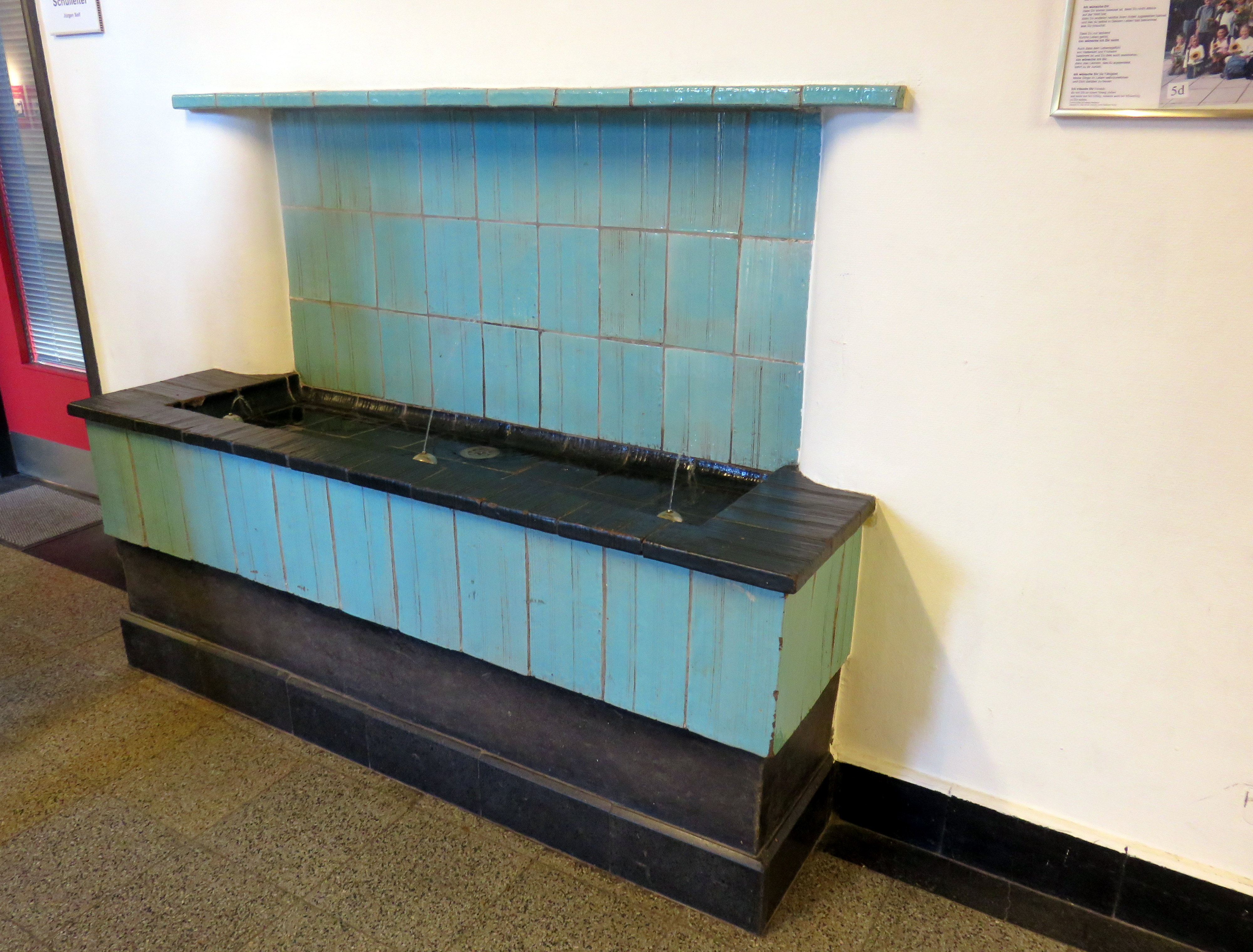
Einer von vier Wand- brunnen
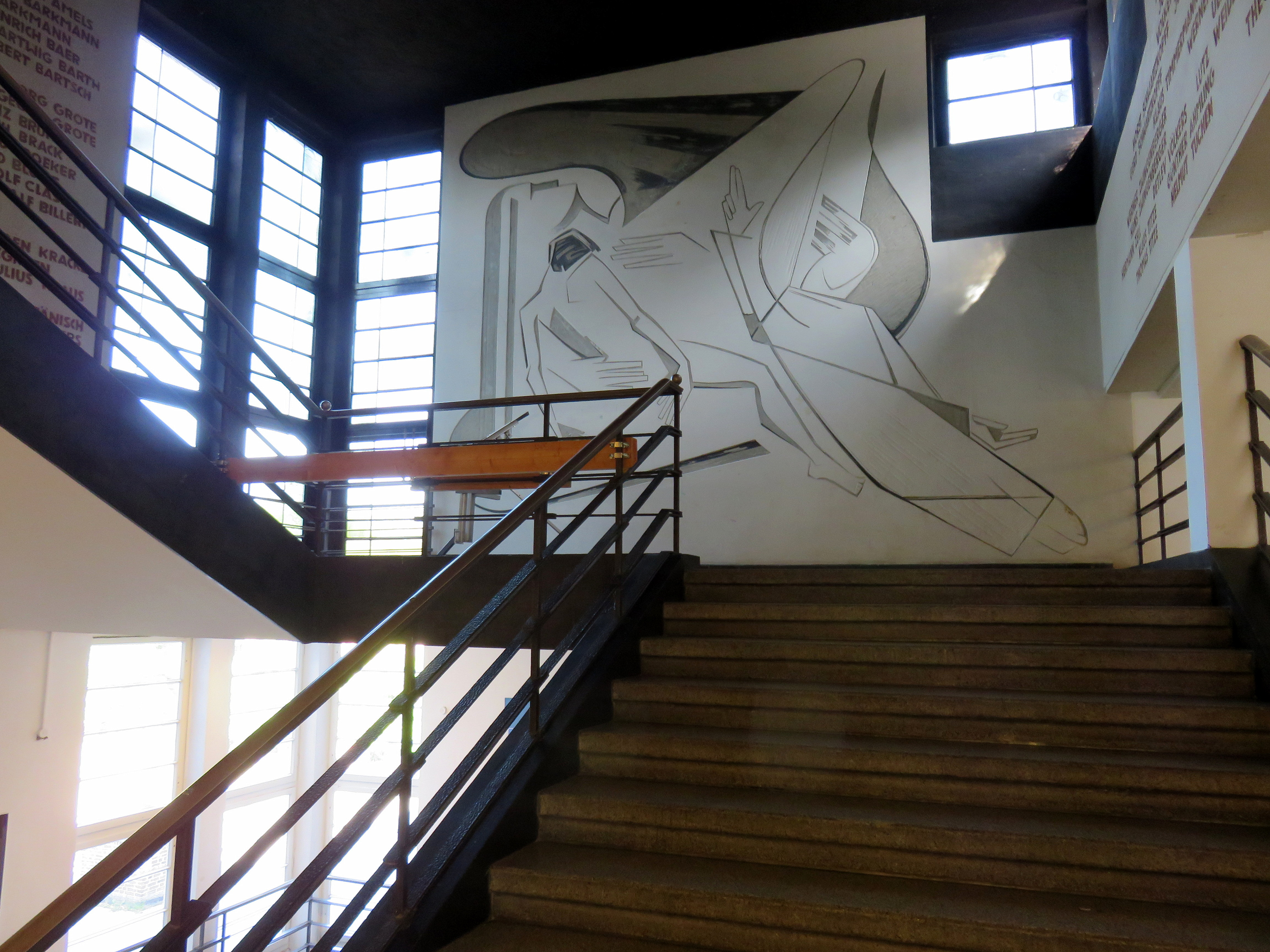
Gedenkwand (1955) für gefallene Schüler/Lehrer
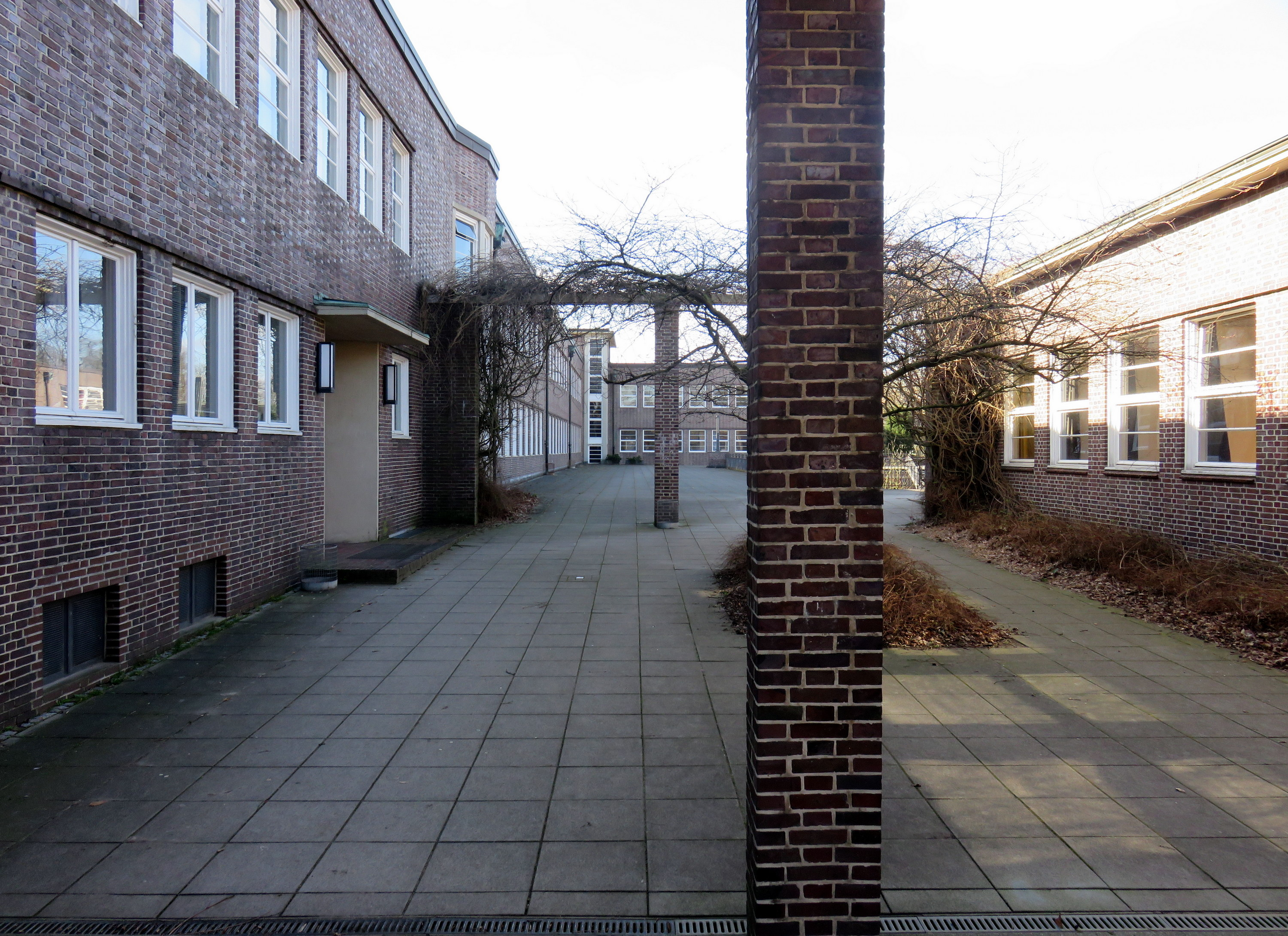
Innenhof mit Stolperstein für Herbert Pincus
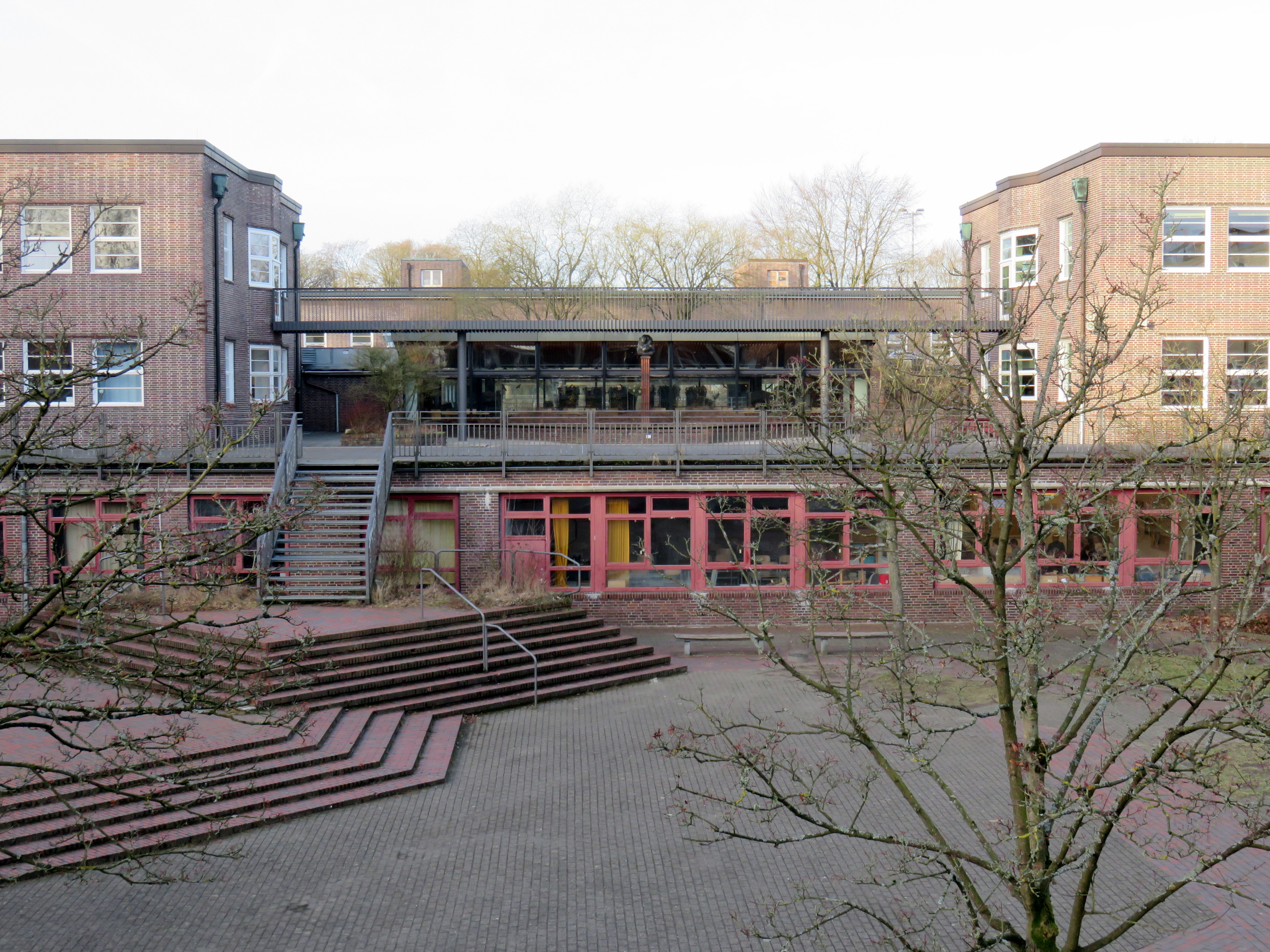
Brückenschlag Nord-/ Südflügel (August 2018)

## Bekannte Lehrer
- Richard Schulz (1906–1997)[7]
- Herbert Giffei (1908–1995)

## Bekannte Absolventen
- Detlef Kraus (1919–2008), Pianist
- Ingeborg Maschmann (1921–2023), Hochschullehrerin
- Walther Manshard (1923–2023), Geograph
- Boy Gobert (1925–1986), Schauspieler und Theaterregisseur
- Jürgen Moltmann (1926–2024), Theologe
- Gunnar Uldall (1940–2017), langjähriger Bundestagsabgeordneter und ehemaliger Wirtschaftssenator in Hamburg
- Wolfgang Hoffmann-Riem (* 1940), Hamburger Hochschullehrer, Senator und Richter des Bundesverfassungsgerichts
- Hanne Darboven (1941–2009), Künstlerin
- Horst Pöttker (* 1944), Sozialwissenschaftler und Publizist
- Robert Atzorn (* 1945), Schauspieler
- Harry Rowohlt (1945–2015), Schriftsteller und Übersetzer
- Sonja Prunnbauer (* 1948), Musikerin
- Peter Krämer (1950–2017), Hamburger Unternehmer
- Ole von Beust (* 1955), ehemaliger Hamburger Bürgermeister
- Gerhard Thiedemann (* 1955), Diplomat, u. a. 2016–2019 Botschafter der Bundesrepublik Deutschland in Neuseeland
- Axel Zwingenberger (* 1955), Pianist
- Christian Irrgang (* 1957), Fotograf
- Armin Hatje (* 1959), Jurist
- Wolf von Waldow (* 1962), Künstler
- Gunnar Eisold (* 1965), Politiker (SPD), MdHB
- Tina Uebel (* 1969), Schriftstellerin
- Alexander Räuscher (* 1970), Politiker (CDU) und Mitglied des Landtags von Sachsen-Anhalt
- Juliane Rebentisch (* in Hamburg), Exzellenz-Professorin für Ästhetik der HFBK Hamburg
- Tim Angerer (* 1972), Jurist
- Anna Greve (* 1973), Kunsthistorikerin
- Andreas Dressel (* 1975), Hamburger Politiker
- Silja Graupe (* 1975), Professorin für Ökonomie und Philosophie sowie Leiterin des Instituts für Ökonomie und Vizepräsidentin an der Cusanus Hochschule
- Philipp Steen (* 1977), Jazz-Bassist
- Enrique Fiß (* 1993), Schauspieler
- Niklas Naujok (1988) Programmchef Radio Hamburg

## Auszeichnungen
Das Walddörfer-Gymnasium wurde für 2018 von der Robert-Bosch-Stiftung unter die besten 20 Schulen in Deutschland gewählt.